# Audi A3 I
Cet article concerne la première génération de l’Audi A3. Pour des informations générales sur l’Audi A3, consultez Audi A3.
L'A3 (désignation interne 8L) est une berline compacte du constructeur automobile allemand Audi produite entre 1996 et début 2003. Avec cette première génération d'Audi A3, le constructeur propose pour la première fois un véhicule de cette taille, le tout avec le même choix de moteurs que celui disponible sur les Volkswagen Golf IV.
En Allemagne, la production de l'Audi A3 8L s'arrête en juin 2003. Au Brésil toutefois, le modèle continue à sortir des chaînes de production des usines Audi Senna jusqu'en 2006.

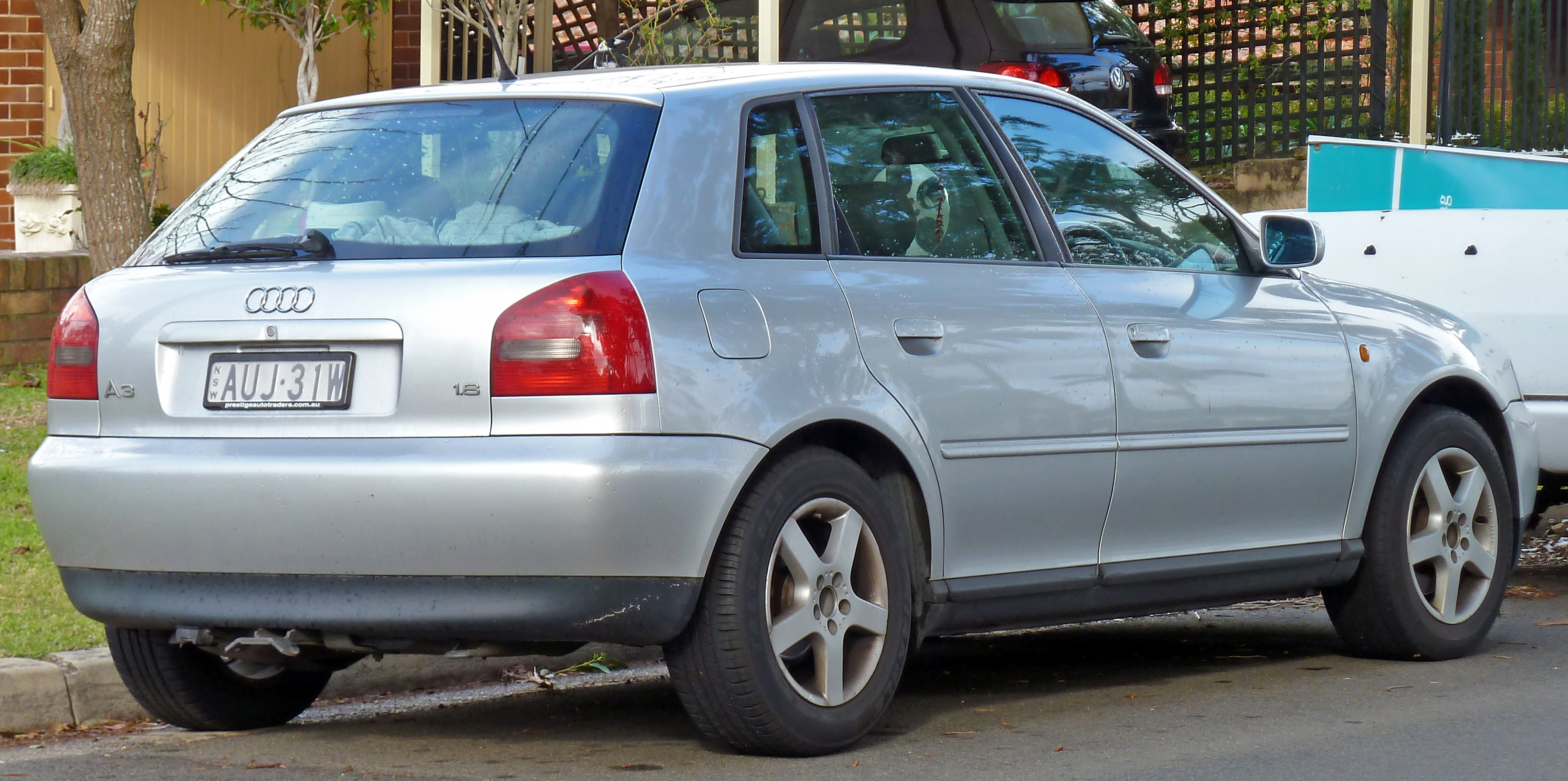
Vue arrière de la variante cinq portes (1999–2000)

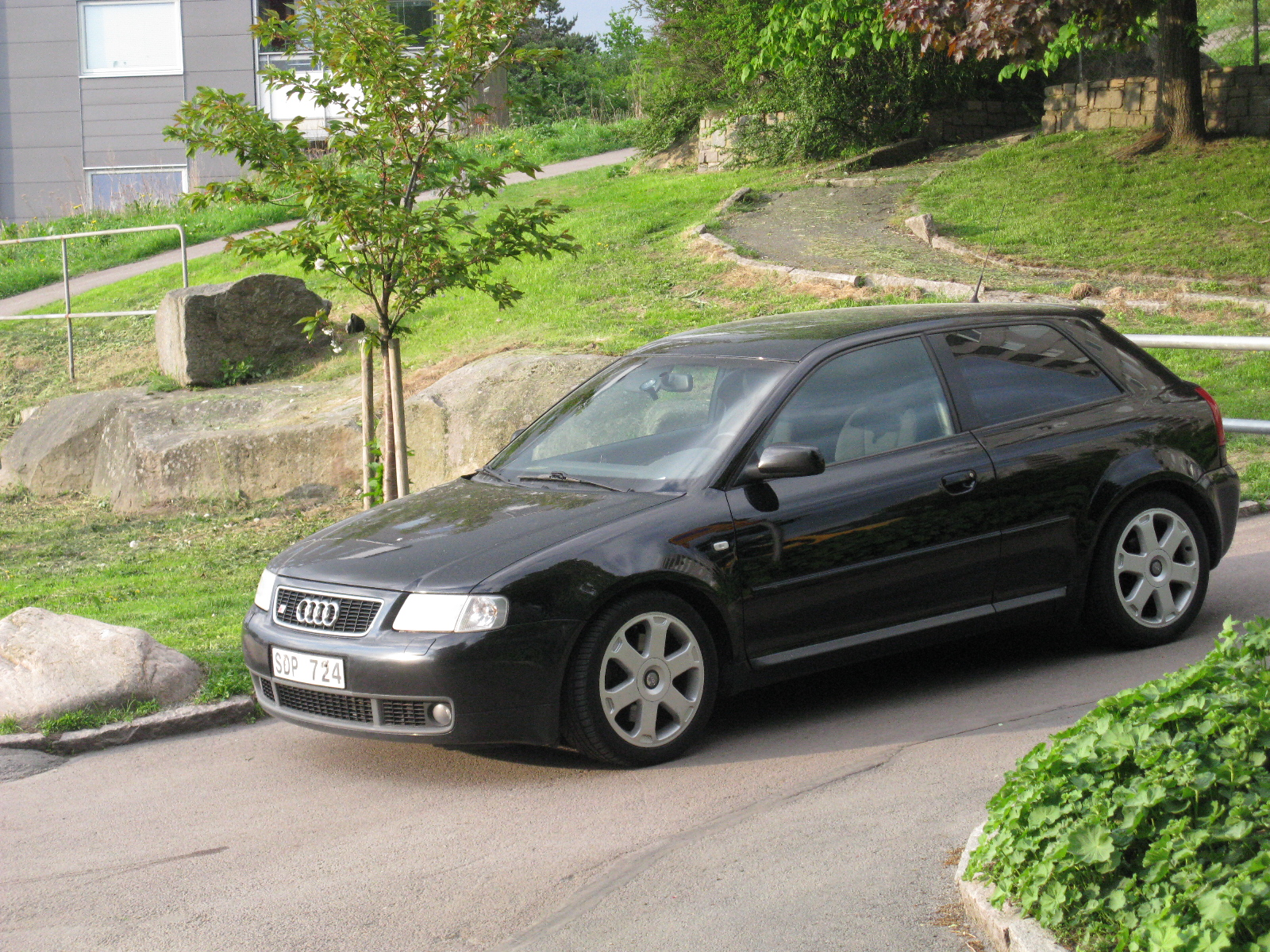
Audi S3 (1999–2001)

## Historique du modèle
La première génération d'Audi A3, dont la première officielle a eu lieu au Paris Motion Festival de 1996, n'est dans un premier temps disponible qu'en version trois portes. Ce n'est qu'après avoir observé le succès remporté par la Golf IV de Volkswagen lors de sa mise sur le marché à l'automne 1997, qu'Audi décide en mars 1999 de développer une version cinq portes de son A3.
À l'automne 2000, le véhicule a reçu un lifting.

## Production
Alors que l'A3 8L a été construite jusqu'en juin 2003 en Allemagne, la première génération a été construite et produite chez Audi Senna Ltda. jusqu'en octobre 2006 au Brésil. Depuis le début de la production en 1999 à l'usine Audi de São José dos Pinhais, juste au sud de la capitale de l'État du Paraná, Curitiba, un total de 57 060 véhicules ont été fabriqués entre 1999 et 2006. Entre avril 2001 et avril 2003, 36 458 véhicules (y compris l'Audi S3) ont été produits chez Audi Hongrie à Győr, en Hongrie. Au total, environ 913 000 unités de l'Audi A3 8L ont été vendues.

## Type de carrosserie
Après que l'aluminium ait été utilisé comme matériau de carrosserie depuis 1993, le plastique à renfort de verre/polymère renforcé de fibres de carbone était désormais également utilisé, ce qui réduisait encore le poids total.
Au contraire de la deuxième génération, les modèles trois et cinq portes des premières A3 (8L) étaient très semblables. En effet, d'un point de vue visuel, seuls les montants du pare-brise arrière de la version 5 portes changeaient. Cette différence permettait cependant d'obtenir assez de place pour intégrer une troisième fenêtre latérale, ce qui, à longueur égale, donnait une ligne plus épurée à la voiture.

## Niveaux de finition
- Attraction : modèle de base, volant à quatre branches, sièges de base en tissu Fabula, jantes 15 pouces avec un design 10 branches
- Ambition : version sportive, volant à trois branches, voiture rabaissée de série de 16 mm, pommeau en cuir, sièges sport, jantes 15 pouces en aluminium coulé à 5 branches, ainsi que d'autres équipements sport
- Ambiente : version confort, volant à quatre branches, pommeau en cuir, sièges en cuir Alcantara, pack lumière, accoudoir central avant, jantes 15 pouces en aluminium à 5 branches comme l'ambition (et ceci dès janvier 1998, ces jantes ont par la suite été volées massivement.
- S line : version très sportive aux prestations de haute qualité, volant à 3 branches, garniture de toit noire, voiture rabaissée de série de 20 mm, jantes 17 pouces en aluminium à 9 branches et design S-line; différentes couleurs disponible

## Lifting
En septembre 2000, l'A3 a droit à une petite opération de chirurgie esthétique et technique. Les phares sont par exemple changés, mais aussi l'habillage intérieur et les phares arrière, le nouveau modèle se rapproche alors esthétiquement davantage du modèle Audi A4 B6 sorti en novembre 2000. À travers la pose de verre transparent protégeant les doubles phares, la voiture se veut «plus agressive», «plus mature» et plus haut de gamme que le modèle précédent.

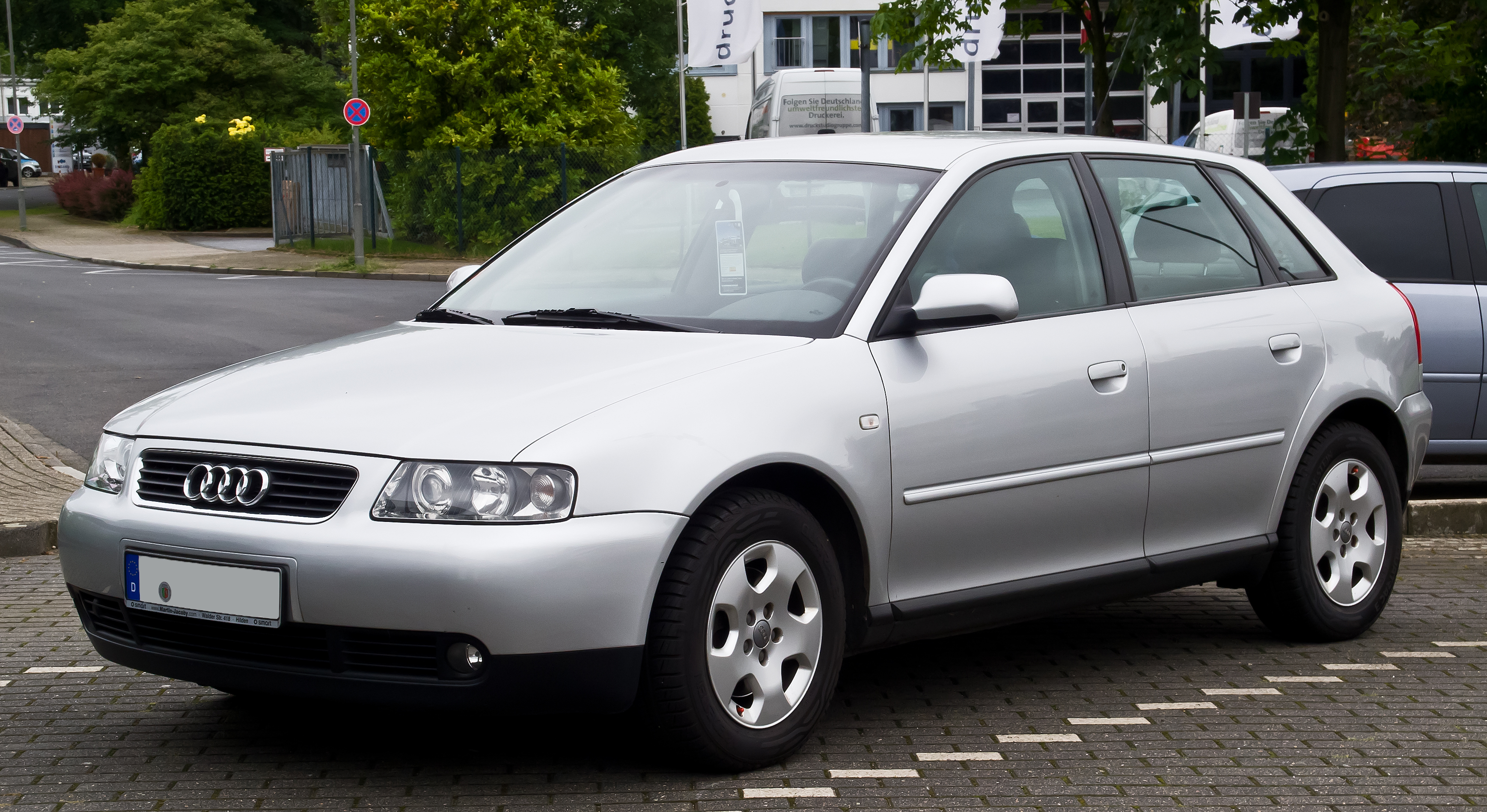
Audi A3 cinq portes (2000–2003)
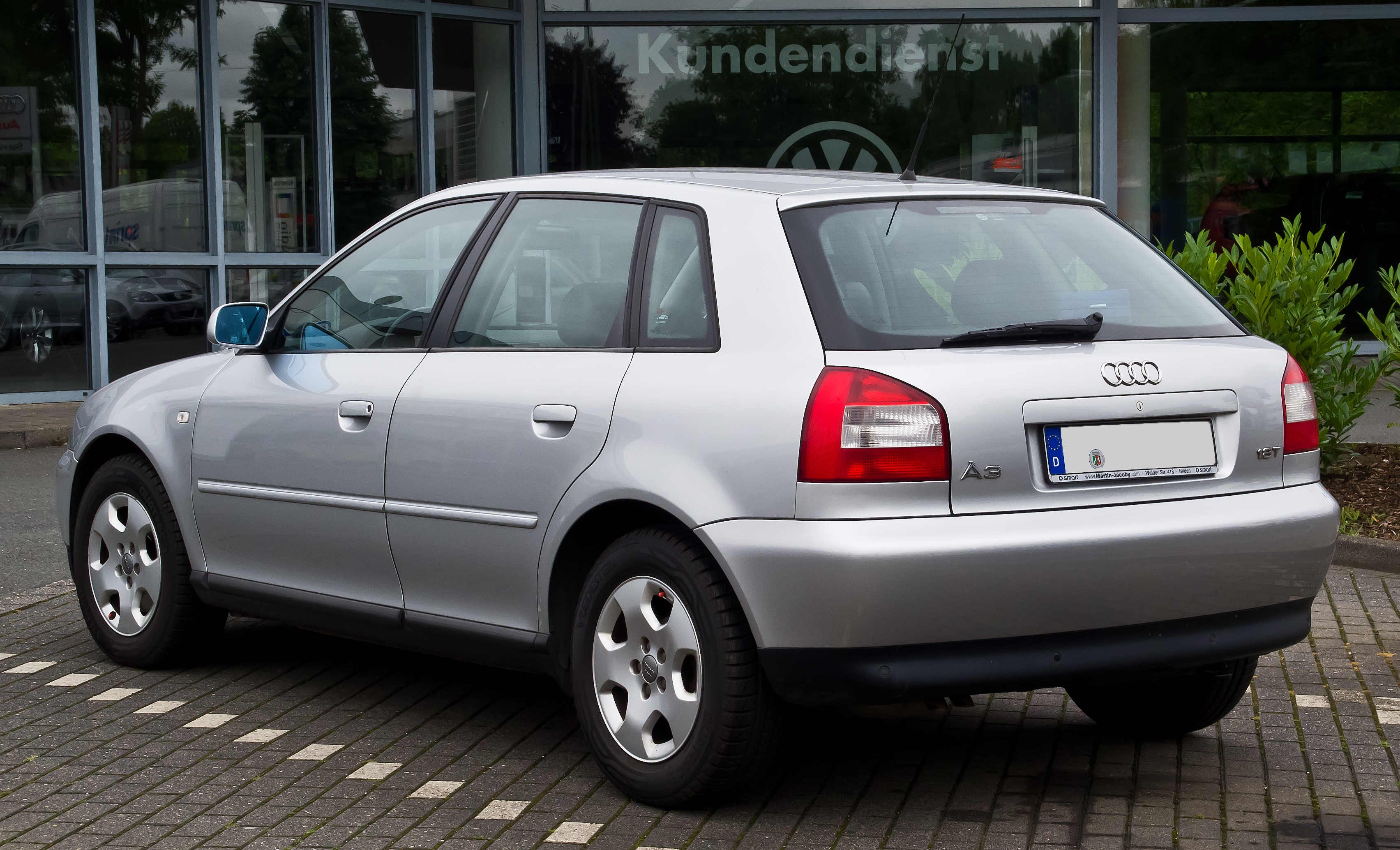
Vue arrière
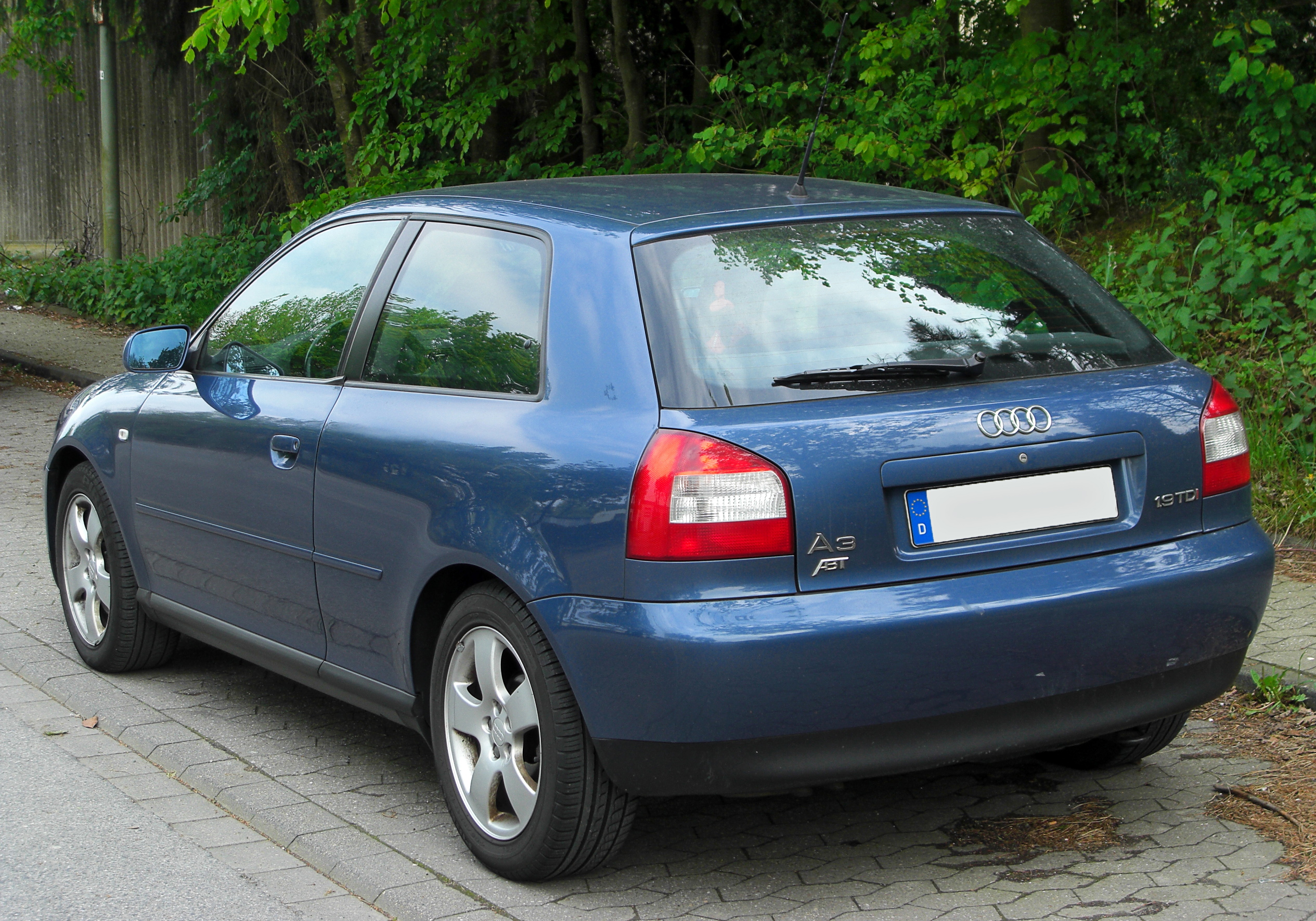
Audi A3 trois portes (2000–2003)
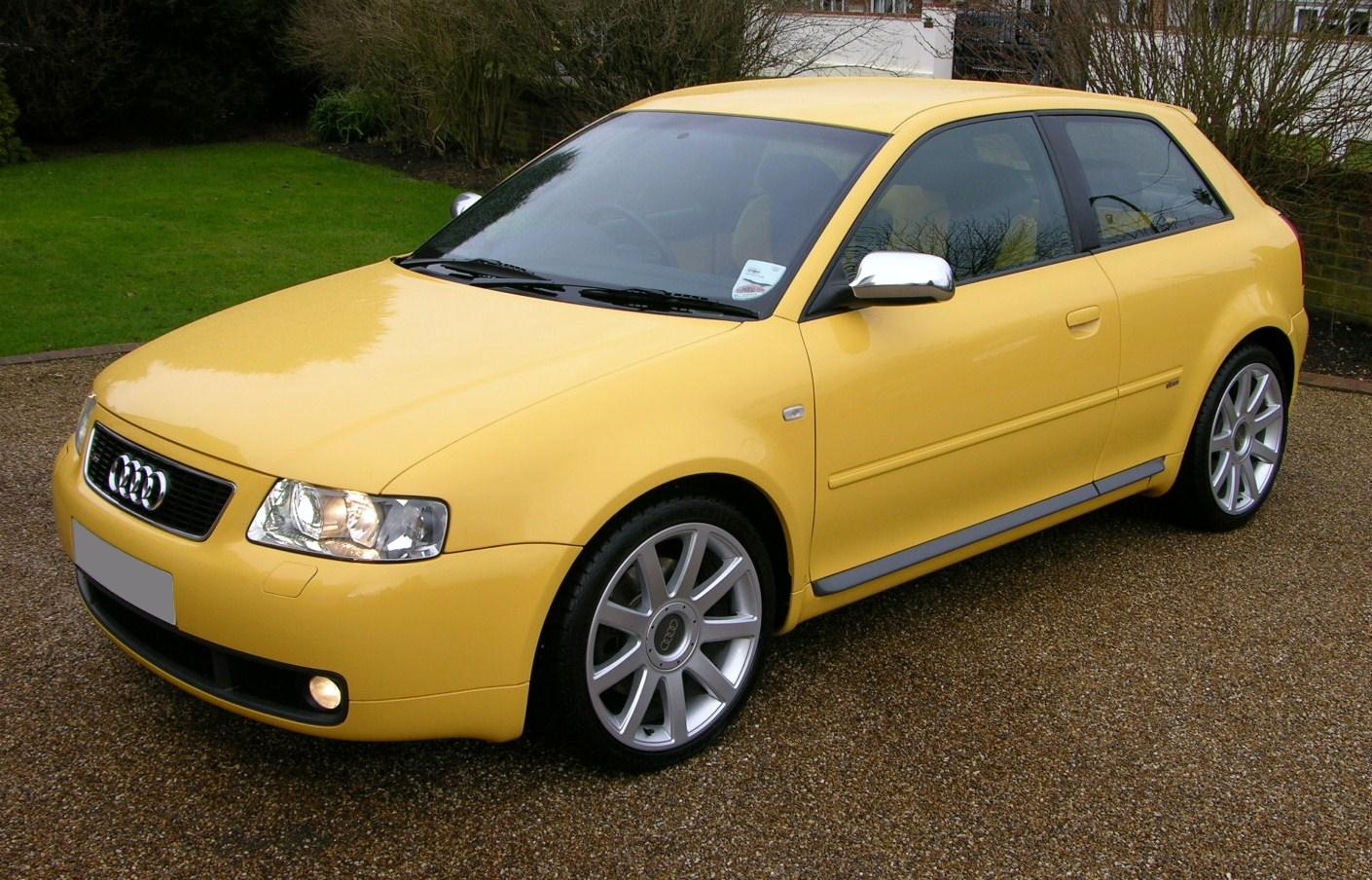
Audi S3 (2001–2003)

Ci-dessous, une liste des éléments de l'Audi A3 ayant été modifiés au fil des années :
- Nouveaux feux de route avec des verres transparents, au choix avec des phares au Xénon ou non.
- Modification de la calandre avec un cadre chromé plus large
- Filtre combiné pour la ventilation
- Nouveau becquet avant (maintenant équipé de feux antibrouillard optionnels, qui auparavant faisaient partie intégrante du phare principal)
- Boîte automatique « Tiptronic » à cinq rapports en option
- Nouvelles peintures extérieures
- Nouvelle grenure Aquatinte pour le revêtement de la portière et le tableau de bord
- Nouveau design des rétroviseurs extérieurs (à présent les deux rétroviseurs sont de la même taille)
- Inscriptions
- Réduction de l'angle mort
- Sièges, revêtement de sièges et couleurs
- Quatre-Antennes « Diversity »
- Pare-chocs arrière
- Poignée de réglage du siège
- Programme de contrôle des roues
- poignée d'ouverture du coffre installée avec le système « Soft-touch »
- Hayon arrière composé de ressorts à gaz à deux niveaux
- Clignotant oblong et blanc
- Châssis
- Poignées de porte modifiée (depuis 1999)
- Nouvelle optique des feux arrière
- Nouveau levier de frein à main et nouveau pommeau
- Climatisation
- Intégration d'éléments de bois dans le tableau de bord (option)
- Pédalier conçu pour résister davantage aux chocs
- Nouveau stabilisateur dans le bras transversal
- Coussins gonflables de sécurité « sideguard » en option (même dans les modèles sorties avant les Audi nouvelle génération)
- Colonne de direction doté d'un meilleur confort vibratoire
- Volant multi-fonction
- Système antivol nouvelle génération
- Console du milieu, cendrier et porte-gobelets
- Possibilité d'avoir « Navigation Plus » et « Radio Symphony »
- Buses de ventilation éclairées
- Amélioration de l'ESP/ABS

S3 :
- 165 kW (225 ch) au lieu 154 kW (210 ch)
- De série : boîtiers de rétroviseurs extérieurs en aluminium

## Traction
L'Audi A3 était de série une traction avant. Cependant, le futur acheteur avait la possibilité de choisir l'option quatre roues motrices du système Quattro (Embrayage Haldex). La version S3, plus sportive, était elle uniquement disponible en version quatre roues motrices.

## Moteurs
Les différents choix de moteurs essence allaient du moteur 1,6 L de 102 ch (75 kW) jusqu'au 1,8 L Turbo de 210 ch (154 kW), pour le modèle haut de gamme qu'était la S3, du côté des moteurs diesels, il n'y avait qu'un type de moteur d'une cylindrée de 1,9 L et d'une puissance maximale allant de 90 ch (66 kW) à 130 ch (96 kW). Malgré la sortie du lifting en septembre 2000, le constructeur allemand continua d'installer les moteurs des premiers modèles dans ses nouveaux véhicules. C'est ainsi que, par exemple, le moteur diesel 1,9 L de 90 ch n'a par exemple été remplacé que plusieurs mois après la sortie du lifting.

## Détails techniques
| | 1.6                                        | 1.6                                        | 1.8                                        | 1.8 T                                      | 1.8 T                                        | S3                              | S3                              |
| --- | ------------------------------------------ | ------------------------------------------ | ------------------------------------------ | ------------------------------------------ | -------------------------------------------- | ------------------------------- | ------------------------------- |
| Période de production | 09/1996–08/2000                            | 08/2000–06/2003                            | 06/1996–06/2003                            | 09/1996–06/2003                            | 11/1998–06/2003                              | 01/1999–09/2001                 | 09/2001–06/2003                 |
| Caractéristiques moteur |                                            |                                            |                                            |                                            |                                              |                                 |                                 |
| Type de moteur | Moteur Otto R4                             | Moteur Otto R4                             | Moteur Otto R4                             | Moteur Otto R4                             | Moteur Otto R4                               | Moteur Otto R4                  | Moteur Otto R4                  |
| Nombre de soupapes | 8                                          | 8                                          | 20                                         | 20                                         | 20                                           | 20                              | 20                              |
| Commande de soupape | OHC, Courroie de distribution              | OHC, Courroie de distribution              | DOHC, Courroie de distribution             | DOHC, Courroie de distribution             | DOHC, Courroie de distribution               | DOHC, Courroie de distribution  | DOHC, Courroie de distribution  |
| Injection | Injection Multi-Point                      | Injection Multi-Point                      | Injection Multi-Point                      | Injection Multi-Point                      | Injection Multi-Point                        | Injection Multi-Point           | Injection Multi-Point           |
| Charge moteur | —                                          | —                                          | —                                          | Turbocompresseur et Intercooler            | Turbocompresseur et Intercooler              | Turbocompresseur et Intercooler | Turbocompresseur et Intercooler |
| Identification moteur | AEH, AKL, APF                              | AVU, BFQ                                   | AGN, APG                                   | AGU, ARZ, ARX, AUM                         | AJQ, APP, ARY, AUQ                           | APY, AMK, AUL                   | BAM                             |
| Alésage × course | 81,0 × 77,4 mm                             | 81,0 × 77,4 mm                             | 81,0 × 86,4 mm                             | 81,0 × 86,4 mm                             | 81,0 × 86,4 mm                               | 81,0 × 86,4 mm                  | 81,0 × 86,4 mm                  |
| Cylindrée | 1 595 cm3                                  | 1 595 cm3                                  | 1 781 cm3                                  | 1 781 cm3                                  | 1 781 cm3                                    | 1 781 cm3                       | 1 781 cm3                       |
| Taux de compression du moteur | 10,3:1                                     | 10,3:1                                     | 10,3:1                                     | 9,5:1                                      | 9,5:1                                        | 9,5:1                           | 9,0:1                           |
| Performance max. | 74 kW (101 ch) à 5 600 tr/min              | 75 kW (102 ch) à 5 600 tr/min              | 92 kW (125 ch) à 6 000 tr/min              | 110 kW (150 ch) à 5 700 tr/min             | 132 kW (180 ch) à 5 500 tr/min               | 154 kW (210 ch) à 5 800 tr/min  | 165 kW (225 ch) à 5 900 tr/min  |
| Couple max. | 145 N m à 3 800 tr/min                     | 148 N m à 3 800 tr/min                     | 170 N m à 4 200 tr/min                     | 210 N m à 1 750–4 600 tr/min               | 235 N m à 1 950–5 000 tr/min                 | 270 N m à 2 100–5 000 tr/min    | 280 N m à 2 200–5 500 tr/min    |
| Transmission de la puissance du moteur |                                            |                                            |                                            |                                            |                                              |                                 |                                 |
| Propulsion, de série | Traction avant                             | Traction avant                             | Traction avant                             | Traction avant                             | Traction avant                               | Traction « Quattro »            | Traction « Quattro »            |
| Propulsion, en option | —                                          | —                                          | —                                          | Traction « Quattro »                       | Traction « Quattro »                         | —                               | —                               |
| Boîte de vitesses, de série | Boîte de vitesses à 5 rapports             | Boîte de vitesses à 5 rapports             | Boîte de vitesses à 5 rapports             | Boîte de vitesses à 5 rapports             | Boîte de vitesses à 5 rapports               | Boîte de vitesses à 6 rapports  | Boîte de vitesses à 6 rapports  |
| Boîte de vitesses, en option | Boîte de vitesses automatique à 4 rapports | Boîte de vitesses automatique à 4 rapports | Boîte de vitesses automatique à 4 rapports | Boîte de vitesses automatique à 4 rapports | Boîte de vitesses « Tiptronic » à 5 rapports | —                               | —                               |
| Valeurs mesurées |                                            |                                            |                                            |                                            |                                              |                                 |                                 |
| Vitesse maximale | 188 km/h (183 km/h)                        | 189 km/h (184 km/h)                        | 202 km/h (197 km/h)                        | 217 km/h (214 km/h) [215 km/h]             | 228 km/h (223 km/h) [225 km/h]               | [238 km/h]                      | [238 km/h]                      |
| Accélération, 0–100 km/h | 11,0 s (12,8 s)                            | 10,9 s (12,7 s)                            | 9,6 s (11,2 s)                             | 8,2 s (9,2 s) [8,2 s]                      | 7,5 s (8,3 s) [7,5 s]                        | [6,9 s]                         | [6,9 s]                         |
| Consommation d'essence pour 100 km (combiné) | 7,6 L s (8,6 L s)                          | 6,8 L s (7,9 L s)                          | 7,8 L s (8,7 L s)                          | 7,8 L s (8,9 L s) [8,7 L s]                | 7,8 L sP (9,0 L sP) [9,3 L sP]               | 9,2 L sP                        | 9,3 L sP                        |
| Émission de CO2 (combiné) | 182 g/km (206 g/km)                        | 163 g/km (190 g/km)                        | 187 g/km (209 g/km)                        | 187 g/km (216 g/km) [209 g/km]             | 187 g/km (216 g/km) [223 g/km]               | [221 g/km]                      | [223 g/km]                      |
| 1 - Avec le quattro 6 vitesses. 2 - Depuis 2002 Tiptronic à 6 étages. 3 - Valeurs entre parenthèses () pour la transmission automatique et entre [] pour quattro. |                                            |                                            |                                            |                                            |                                              |                                 |                                 |

|                                                                                         | 1.9 TDI                                    | 1.9 TDI                                    | 1.9 TDI                                      | 1.9 TDI                                      |
| --------------------------------------------------------------------------------------- | ------------------------------------------ | ------------------------------------------ | -------------------------------------------- | -------------------------------------------- |
| Période de production                                                                   | 06/1996–05/2001                            | 07/1997–05/2001                            | 05/2001–06/2003                              | 08/2000–06/2003                              |
| Caractéristiques moteur                                                                 |                                            |                                            |                                              |                                              |
| Type de moteur                                                                          | Moteur diesel R4                           | Moteur diesel R4                           | Moteur diesel R4                             | Moteur diesel R4                             |
| Nombre de soupapes                                                                      | 8                                          | 8                                          | 8                                            | 8                                            |
| Commande de soupape                                                                     | OHC, Courroie de distribution              | OHC, Courroie de distribution              | OHC, Courroie de distribution                | OHC, Courroie de distribution                |
| Injection                                                                               | Injection directe                          | Injection directe                          | Système d'injection par pompe                | Système d'injection par pompe                |
| Charge moteur                                                                           | Turbocompresseur et Intercooler            | Turbocompresseur et Intercooler            | Turbocompresseur et Intercooler              | Turbocompresseur et Intercooler              |
| Identification moteur                                                                   | AGR, ALH                                   | AHF, ASV                                   | ATD, AXR                                     | ASZ                                          |
| Alésage × course                                                                        | 79,5 × 95,5 mm                             | 79,5 × 95,5 mm                             | 79,5 × 95,5 mm                               | 79,5 × 95,5 mm                               |
| Cylindrée                                                                               | 1 896 cm3                                  | 1 896 cm3                                  | 1 896 cm3                                    | 1 896 cm3                                    |
| Taux de compression du moteur                                                           | 19,5:1                                     | 19,5:1                                     | 19,0:1                                       | 19,0:1                                       |
| Performance max.                                                                        | 66 kW (90 ch) à 3 750 tr/min               | 81 kW (110 ch) à 4 150 tr/min              | 74 kW (100 ch) à 4 000 tr/min                | 96 kW (130 ch) à 4 000 tr/min                |
| Couple max.                                                                             | 210 N m à 1 900 tr/min                     | 235 N m à 1 900 tr/min                     | 240 N m à 1 800–2 400 tr/min                 | 310 N m à 1 900 tr/min                       |
| Transmission de la puissance du moteur                                                  |                                            |                                            |                                              |                                              |
| Traction, de série                                                                      | Traction avant                             | Traction avant                             | Traction avant                               | Traction avant                               |
| Traction, en option                                                                     | —                                          | —                                          | —                                            | Traction « Quattro »                         |
| Boîte de vitesses, de série                                                             | Boîte de vitesses à 5 rapports             | Boîte de vitesses à 5 rapports             | Boîte de vitesses à 5 rapports               | Boîte de vitesses à 6 rapports               |
| Boîte de vitesses, en option                                                            | Boîte de vitesses automatique à 4 rapports | Boîte de vitesses automatique à 4 rapports | Boîte de vitesses « Tiptronic » à 5 rapports | Boîte de vitesses « Tiptronic » à 5 rapports |
| Valeurs mesurées                                                                        |                                            |                                            |                                              |                                              |
| Vitesse maximale                                                                        | 181 km/h (177 km/h)                        | 194 km/h (191 km/h)                        | 188 km/h (183 km/h)                          | 205 km/h (200 km/h) [203 km/h]               |
| Accélération, 0–100 km/h                                                                | 12,4 s (13,7 s)                            | 10,5 s (11,7 s)                            | 11,0 s (11,9 s)                              | 9,2 s (9,8 s) [9,1 s]                        |
| Consommation d'essence pour 100 km (combiné)                                            | 4,9 L D (6,2 L D)                          | 4,9 L D (6,2 L D)                          | 5,0 L D (6,3 L D)                            | 5,1 L D (6,3 L D) [6,0 L D]                  |
| Émission de CO2 (combiné)                                                               | 132 g/km (167 km/h)                        | 132 g/km (167 km/h)                        | 135 g/km (170 g/km)                          | 138 g/km (170 g/km) [162 g/km]               |
| Valeurs entre parenthèses () pour la transmission automatique et entre [] pour quattro. |                                            |                                            |                                              |                                              |

## Autres modèles
- Audi A3
- Audi S3